# Prague Open 2024 - Qualificazioni singolare
Le qualificazioni del singolare degli Prague Open 2024 sono un torneo di tennis preliminare per accedere alla fase finale della manifestazione disputate il 20 e 21 luglio 2024. Le vincitrici dell'ultimo turno sono entrate di diritto nel tabellone principale. In caso di ritiro di una o più giocatrici aventi diritto, a queste subentrano i Lucky loser, ossia le giocatrici che hanno perso nell'ultimo turno ma che hanno una classifica più alta rispetto alle altre partecipanti che hanno comunque perso nel turno finale.

## Teste di serie
1. Elsa Jacquemot (spostata nel tabellone principale)
2. Ella Seidel (spostata nel tabellone principale)
3. Katarina Zavac'ka (qualificata)
4. Mona Barthel (qualificata)
5. Priscilla Hon (primo turno)
6. Louisa Chirico (qualificata)

1. Anastasija Soboljeva (qualificata)
2. Tereza Martincová (primo turno)
3. Kathinka von Deichmann (ultimo turno, lucky loser)
4. Alison Van Uytvanck (ultimo turno, lucky loser)
5. Dejana Radanović (primo turno)
6. Oksana Selechmet'eva (qualificata)

## Qualificate
1. Oksana Selechmet'eva
2. Anastasija Soboljeva
3. Katarina Zavac'ka

1. Mona Barthel
2. Tara Würth
3. Louisa Chirico

### Lucky loser
1. Kathinka von Deichmann
2. Alison Van Uytvanck

1. Ena Shibahara

## Tabellone

### Legenda
| - Q = Qualificato - WC = Wild card - LL = Lucky loser | - ALT = Alternate - SE = Special Exempt - PR = Protected Ranking | - w/o = Walkover - r = Ritirato - d = Squalificato |

### Sezione 1
|  | Primo turno | Primo turno          | Primo turno          | Primo turno | Primo turno |  |  | Ultimo turno | Ultimo turno         | Ultimo turno         | Ultimo turno | Ultimo turno |  |
|  |             |                      |                      |             |             |  |  |              |                      |                      |              |              |  |
|  | Alt         | Jibek Kulambaeva     | Jibek Kulambaeva     | 6           | 6           |  |  |              |                      |                      |              |              |  |
|  |             | Réka Luca Jani       | Réka Luca Jani       | 3           | 1           |  |  | Alt          | Jibek Kulambaeva     | Jibek Kulambaeva     | 1            | 3            |  |
|  |             | Stephanie Wagner     | Stephanie Wagner     | 2           | 1           |  |  | 12           | Oksana Selechmet'eva | Oksana Selechmet'eva | 6            | 6            |  |
|  | 12          | Oksana Selechmet'eva | Oksana Selechmet'eva | 6           | 6           |  |  |              |                      |                      |              |              |  |

### Sezione 2
|  | Primo turno | Primo turno          | Primo turno      | Primo turno | Primo turno |  |  | Ultimo turno | Ultimo turno         | Ultimo turno | Ultimo turno | Ultimo turno |  |
|  |             |                      |                  |             |             |  |  |              |                      |              |              |              |  |
|  | Alt         | Jesika Malečková     | Jesika Malečková | 7           | 6           |  |  |              |                      |              |              |              |  |
|  |             | Dalila Spiteri       | Dalila Spiteri   | 5           | 2           |  |  | Alt          | Jesika Malečková     | 2            | 6            | 3            |  |
|  | WC          | Lucie Šafářová       | 6                | 4           | 3           |  |  | 7            | Anastasija Soboljeva | 6            | 2            | 6            |  |
|  | 7           | Anastasija Soboljeva | 4                | 6           | 6           |  |  |              |                      |              |              |              |  |

### Sezione 3
|  | Primo turno | Primo turno       | Primo turno       | Primo turno | Primo turno |  |  | Ultimo turno | Ultimo turno      | Ultimo turno | Ultimo turno | Ultimo turno |  |
|  |             |                   |                   |             |             |  |  |              |                   |              |              |              |  |
|  | 3           | Katarina Zavac'ka | Katarina Zavac'ka | 6           | 6           |  |  |              |                   |              |              |              |  |
|  | WC          | Amélie Šmejkalová | Amélie Šmejkalová | 1           | 4           |  |  | 3            | Katarina Zavac'ka | 5            | 6            | 6            |  |
|  | Alt         | Conny Perrin      | Conny Perrin      | 6           | 7           |  |  | Alt          | Conny Perrin      | 7            | 4            | 3            |  |
|  | 8           | Tereza Martincová | Tereza Martincová | 0           | 5           |  |  |              |                   |              |              |              |  |

### Sezione 4
|  | Primo turno | Primo turno            | Primo turno     | Primo turno | Primo turno |  |  | Ultimo turno | Ultimo turno           | Ultimo turno | Ultimo turno | Ultimo turno |  |
|  |             |                        |                 |             |             |  |  |              |                        |              |              |              |  |
|  | 4           | Mona Barthel           | Mona Barthel    | 6           | 6           |  |  |              |                        |              |              |              |  |
|  | WC          | Alena Kovačková        | Alena Kovačková | 3           | 0           |  |  | 4            | Mona Barthel           | 4            | 6            | 6            |  |
|  | WC          | Eliška Ticháčková      | 7               | 2           | 63          |  |  | 9            | Kathinka von Deichmann | 6            | 1            | 2            |  |
|  | 9           | Kathinka von Deichmann | 67              | 6           | 7           |  |  |              |                        |              |              |              |  |

### Sezione 5
|  | Primo turno | Primo turno      | Primo turno   | Primo turno | Primo turno |  |  | Ultimo turno | Ultimo turno  | Ultimo turno | Ultimo turno | Ultimo turno |  |
|  |             |                  |               |             |             |  |  |              |               |              |              |              |  |
|  | 5           | Priscilla Hon    | Priscilla Hon | 3           | 5           |  |  |              |               |              |              |              |  |
|  |             | Tara Würth       | Tara Würth    | 6           | 7           |  |  |              | Tara Würth    | 6            | 6            | 6            |  |
|  |             | Ena Shibahara    | 0             | 6           | 7           |  |  |              | Ena Shibahara | 3            | 7            | 4            |  |
|  | 11          | Dejana Radanović | 6             | 4           | 67          |  |  |              |               |              |              |              |  |

### Sezione 6
|  | Primo turno | Primo turno         | Primo turno         | Primo turno | Primo turno |  |  | Ultimo turno | Ultimo turno        | Ultimo turno        | Ultimo turno | Ultimo turno |  |
|  |             |                     |                     |             |             |  |  |              |                     |                     |              |              |  |
|  | 6           | Louisa Chirico      | Louisa Chirico      | 6           | 6           |  |  |              |                     |                     |              |              |  |
|  |             | Camilla Rosatello   | Camilla Rosatello   | 1           | 3           |  |  | 6            | Louisa Chirico      | Louisa Chirico      | 6            | 6            |  |
|  |             | İpek Öz             | İpek Öz             | 4           | 2           |  |  | 10           | Alison Van Uytvanck | Alison Van Uytvanck | 2            | 4            |  |
|  | 10          | Alison Van Uytvanck | Alison Van Uytvanck | 6           | 6           |  |  |              |                     |                     |              |              |  |